# Cyphonoxia delhiensis
Cyphonoxia delhiensis är en skalbaggsart som beskrevs av Anand 1988. Cyphonoxia delhiensis ingår i släktet Cyphonoxia och familjen Melolonthidae. Inga underarter finns listade i Catalogue of Life.